# Westfield Center
Westfield Center és una població dels Estats Units a l'estat d'Ohio. Segons el cens del 2000 tenia 1.054 habitants.

## Demografia
Segons el cens del 2000, Westfield Center tenia 1.054 habitants, 401 habitatges, i 336 famílies. La densitat de població era de 192,9 habitants per km².
Dels 401 habitatges en un 31,9% hi vivien nens de menys de 18 anys, en un 76,1% hi vivien parelles casades, en un 5,5% dones solteres, i en un 16% no eren unitats familiars. En el 13,5% dels habitatges hi vivien persones soles el 4,5% de les quals corresponia a persones de 65 anys o més que vivien soles. El nombre mitjà de persones vivint en cada habitatge era de 2,63 i el nombre mitjà de persones que vivien en cada família era de 2,88.
Per edats la població es repartia de la següent manera: un 24,3% tenia menys de 18 anys, un 5,3% entre 18 i 24, un 23,1% entre 25 i 44, un 33,5% de 45 a 60 i un 13,8% 65 anys o més.
L'edat mediana era de 42 anys. Per cada 100 dones de 18 o més anys hi havia 98 homes.
La renda mediana per habitatge era de 69.821 $ i la renda mediana per família de 76.651 $. Els homes tenien una renda mediana de 55.893 $ mentre que les dones 30.083 $. La renda per capita de la població era de 30.679 $. Aproximadament el 2,1% de les famílies i el 3% de la població estaven per davall del llindar de pobresa.

## Poblacions més properes
El següent diagrama mostra les poblacions més properes.